# Танкер

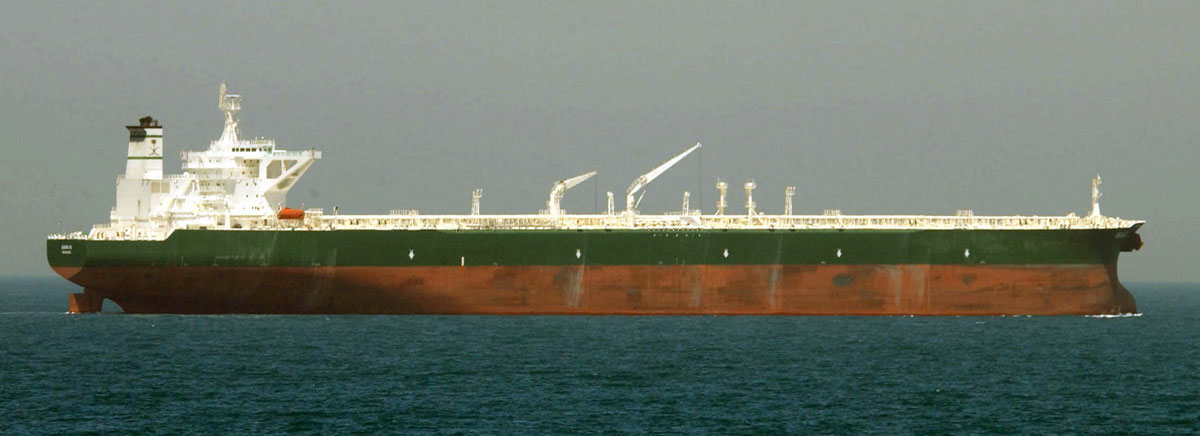
Супертанкер AbQaiq.

Та́нкер (нім. Rohöltanker m) — морське та річкове судно для транспортування наливом нафти і нафтопродуктів (нафтовий танкер), хімічних продуктів (хімовоз) і скрапленого газу (газовози). Станом на лютий 2025 року в світі налічувалось близько 3,000 нафтоналивних танкерів, близько 10,000 танкерів-хімовозів, близько 4,000 LNG танкерів і близько 700 LNG танкерів. 

## Історія
До появи наливних суден нафту перевозили морем у бочках чи цистернах. Перше нафтоналивне судно було побудовано в середині 19 століття. Це судно називалося "Eureka" і було побудоване в 1861 році в США. Воно стало першим судном, призначеним для перевезення рідкої нафти. Проте це судно не було великим нафтовим танкером, оскільки в той час ще не існувало технологій для будівництва великих танкерів, здатних перевозити великі обсяги нафти на великі відстані.
Перше спеціалізоване нафтоналивне судно було побудовано в 1886 році під назвою m.t. " Zorro", воно стало комерційно успішним. Нафтоналивні танкери, що розвивалися з часом, стали основним засобом транспортування нафти через океани в 20 столітті, і поступово з'явилися великі нафтові танкери, які можуть перевозити мільйони барелів нафти за одну подорож.
У 1883 році в конструкції нафтоналивних танкерів відбувся великий крок вперед. Працюючи в компанії Нобеля, полковник Генрі Ф. Свен (Henry F. Swan) розробив серію з трьох танкерів Нобеля. Замість одного або двох великих вантажних танків, Свен розмістив кілька танків по ширині і довжині судна. Трюми були розташовані в ряд і розділялися на секції лівого і правого бортів поздовжньою перебіркою. Недоліком більш ранніх моделей було те, що вільна поверхня рідинного вантажу, внаслідок бовтання нафти з борту на борт могла привести до перевертання судна. Поділ танків судна на невеликі резервуари практично ліквідував проблему вільних поверхонь. Підхід, який був вперше використаний в танкерах "Blesk", "Lumen" і "Lux" є універсальним і сьогодні.

## Спеціальні системи танкерів
Спеціальні системи танкера: Вантажна система, Зачисна система, Система миття танків, Система інертних газів, Газовідвідна система, Система підігріву вантажу, Система зрошення палуби.

### Вантажна система танкера
Вантажна система танкера є основною, вона призначена для приймання і викачування вантажу. Містить вантажні насоси (зазвичай, відцентрові), трубопроводи, компенсатори, арматуру, приймальні пристрої в танках, розподільні пристрої (маніфолди). Насоси вантажної системи працюють при видачі вантажу, усе інше обладнання — і при видачі, і при прийнятті. Вантажні насоси можуть також перекачувати вантаж усередині судна, брати участь у мийці танків. Зачисна система дублює майже повністю вантажну систему, але має діаметри труб і арматури в 2 — 3 рази меншого розміру, а насоси об'ємного типу.
Танкери споряджуються кільцевою або лінійною вантажною системою.
Переважна більшість сучасних нафтоналивних танкерів будується з лінійною вантажною системою, яка простіше і дешевше кільцевої, дозволяє перевозити кілька сортів вантажу, зручна при кормовому розташуванні вантажного насосного відділення і використанні відцентрових насосів. Вантажні танки поділяються на 2 — 4 групи, кожна з яких розрахована на перевезення одного сорту вантажу. До кожної групи з насосного відділення прокладена вантажна магістраль з відгалуженнями на кожен танк. Кількість вантажних відцентрових насосів відповідає числу груп танків. Забезпечується взаємозамінність насосів за допомогою прокладених між магістралями перемичок і подвійних клінкетів.
Вантажна система танкерів-хімовозів і газовозів відрізняється від системи нафтових танкерів. У них в кормовій частині кожного танку розміщений вантажний насос, який подає вантаж по трубі до маніфолда.

### Зачисна система танкера
Використовується під час вивантаження після того, як рівень у танку падає і на всмоктування вантажного насосу відцентрового типу потрапляє повітря. Із цього моменту вантажний насос не може качати і для остаточного вивантаження вантажу використовується зачисна система, у якій застосовуються насоси об'ємного типу (поршневі, шестеренні, гвинтові, діафрагмові). Цей тип насоса має набагато меншу продуктивність. Труби зачисної системи мають діаметри у 2-3 рази менші, ніж вантажної системи.

### Система миття танків
Система миття танків служить для видалення з танків залишків вантажу й очищення їх поверхні перед зміною вантажу, оглядом або ремонтом. Під час миття танків атмосфера танка повинна бути із вмістом кисню менше 7 %. 
- Система миття танків на нафтових танкерах

Для миття танків на нафтових танкерах на першій стадії використовується сира нафта, далі гаряча вода і пара. Миття здійснюється: —перед прийманням у танки чистого баласту; —для підготовки танкера до баластового переходу; — для видалення з танків відкладів залишків вантажу та іржі в профілактичних цілях — для підготовки судна до ремонту; — перед зміною вантажу. 
- Система миття танків на танкерах-хімовозах

Для миття танків на танкерах-хімовозах на першій стадії використовується забортна вода, потім прісна вода і пара. В залежності від вантажу вода може бути або холодна, або гаряча (до 90 град.С). Миття здійснюється: — перед зміною вантажу  — для видалення з танків відкладів залишків вантажу в профілактичних цілях — для підготовки судна до ремонту. 
- Система миття танків на танкерах-газовозах

Така система відсутня на даних танкерах. 

### Система інертних газів.
Система інертних газів призначена для створення безпечної атмосфери у танку з вантажем. Для цього використовують інертні гази:
- — газ, що складається з очищених і охолоджених газів: парових і масляних котлів, а також спеціальної установки інертного газу, яка використовує спалювання дизельного пального;
- — азот, отриманий у спеціальному автономному газогенераторі, встановленому на танкері (на газовозах тільки цей тип використовується);
- — газ, зазвичай азот, що поставляється на судно в балонах.

Використовують два способи інертизації танкерів: 1) розведення атмосфери танка інертним газом; 2) заміщення атмосфери танка інертним газом. Система інертних газів використовується на танкерах для підтримання в танках атмосфери із вмістом кисню щонайбільше 7 %, що убезпечує від вибуху та пожежі.
Після миття танків потрібна заміна атмосфери танка з інертного газу на повітря. Для цього використовується система інертних газів, коли повітродувка нагнітає в танк не інертний газ, а повітря.

### Газовідвідна система
Газовідвідна система призначена для запобігання збільшенню тиску або вакууму в танку вище допустимого, оскільки це може призвести до деформації або руйнування стінок танку. Розрізняють «велике дихання» — виникнення в танку тиску/вакууму при навантажувально-розвантажувальних операціях та «мале дихання» — зміна тиску атмосфери танку при температурних коливаннях навколишнього середовища (зміна широти знаходження судна і зміна часу доби). У танкерах-газовозах тиск у танку забезпечується роботою вантажних компресорів. 

### Система підігріву вантажу
Дана система використовується тільки на нафтових танкерах і хімовозах, на газовозах вона відсутня. 
Деякі сорти рідких вантажів мають більшу в'язкість і температуру застигання. Для нормальної роботи вантажних насосів є певні критерії в'язкості, які можна досягти шляхом нагріву вантажу під час транспортування. Для цього на танкерах існують трубні теплообмінні системи, через які прокачується теплоносій (пара, гаряча вода або термомасло).

### Система зрошення палуби
Система зрошення палуби служить для охолодження палуби при нагріванні її сонцем з метою зниження температури вантажу. Охолодження відбувається шляхом подачі насосом забортної води в систему зрошення. Вода омиває палубу, знижуючи її температуру, і через шпігати стікає за борт.

## Інтернет-ресурси
- https://catalog.loc.gov/vwebv/search?searchCode=LCCN&searchArg=2011009983&searchType=1&permalink=y
- https://guides.loc.gov/oil-and-gas-industry/midstream/modes
- https://www.americangeosciences.org/geoscience-currents/transportation-oil-gas-and-refined-products
- https://www.petro-online.com/news/fuel-for-thought/13/breaking-news/is-oil-transport-by-water-safe/36551